# Aumâtre
Aumâtre település Franciaországban, Somme megyében. Lakosainak száma 171 fő (2022. január 1.). Aumâtre Cannessières, Andainville, Fontaine-le-Sec, Fresnoy-Andainville, Frettecuisse, Lignières-en-Vimeu és Mouflières községekkel határos.

## Népesség
A település népességének változása:
| Lakosok száma | 189  | 183  | 187  | 180  | 179  | 175  | 172  | 172  | 171  |
|               | 2013 | 2015 | 2016 | 2017 | 2018 | 2019 | 2020 | 2021 | 2022 |